# 卡尔·莫尔魏德
卡尔·布兰丹·莫尔魏德（德語：Karl Brandan Mollweide，1774年2月3日—1825年3月10日）是德国哈雷和莱比锡的数学家和天文学家。在三角学中，他引入了莫尔魏德公式。莫尔魏德发明了一种名为莫尔魏德投影的地图投影。 